# Jessie Buckley
Jessie Buckley, född 28 december 1989 i Killarney, är en irländsk skådespelare och sångare. Hon har mottagit teaterpriset Laurence Olivier Award och nominerats till en Oscar samt till tre BAFTA-priser.

## Biografi
Jessie Buckley föddes i Killarney i Irland. Hon är äldst i en syskonskara på fem. Hon gick på en flickskola i Thurles där hon medverkade i skolpjäser. Hon lärde sig också spela piano, klarinett och harpa. Hon blev uppmanad att söka till dramaskolor i London men blev nekad samma dag som hon gjorde audition till talangjaktsprogrammet I'd Do Anything.
Buckley inledde sin karriär i I'd Do Anything på BBC 2008. Hon placerade sig på en andra plats. Vinsten var att få spela Nancy från Oliver Twist i en ny uppsättning på West End. Hon erbjöds att vara inhoppare för vinnaren men avböjde då hon hade fått en roll i Sommarnattens leende som blev hennes teaterdebut.
Hon skulle sen bli antagen till Royal Academy of Dramatic Art där hon examinerades 2013. Hon fick då jobb på Shakespeare's Globe och spelade i uppsättningar av både Stormen och Gabriel. För att sedan spela mot Jude Law i Henrik V. Hon fick 2015 en roll i En vintersaga där Kenneth Barnagh var regissör.
Buckley porträtterade Marya Bolkonskaya i en nyversion av Krig och fred (2016) för BBC. Hon skulle komma att bli kritikerhyllad för sin insats. Hon fick sen en av huvudrollerna i Taboo (2017) bredvid Tom Hardy. Hennes första huvudroll i en film kom att bli i den psykologiska thrillern Beast (2017) som hon blev kritikerhyllad för.
Buckley skulle sen få sitt genombrott i countrydramat Wild Rose (2018). En roll som gav henne en BAFTA-nominering. Hon fick också framföra musiken från filmen på Glastonburyfestivalen och filmmusiken blev listplacerad. Hon syntes sedan i den hyllade och prisade HBO-serien Chernobyl (2019) och i den oscarnominerade filmen om Judy Garlands liv, Judy (2019).
År 2020 syntes hon i inte mindre än fyra filmer, Dolittle, The Courier, Misbehaviour och I'm Thinking of Ending Things där hon i den sistnämnda blev hyllad och fick en Gotham Independent Award nominering för bästa skådespelerska. Samma år var hon också med i säsong 4 av TV-serien Fargo.
Buckley delade sen rollen som Leda Caruso i The Lost Daughter (2021) där hon spelade den yngre versionen och Olivia Colman den äldre. Vid Oscarsgalan 2022 nominerades hon till en Oscar för bästa kvinnliga biroll för sin insats. Hon blev också nominerad till en BAFTA och vann en Gotham Independent Award.
Mellan 2021 och 2022 spelade hon rollen som Sally Bowles i en uppsättning av Cabaret i West End. Hon blev tillfrågad av Eddie Redmayne som skulle spela konferenciern. Rollen ledde till att hon vann en Laurence Olivier Award 2022.
År 2022 släppte hon albumet For All Our Days That Tear the Heart tillsammans med Suede-gitarristen Bernard Butler. Albumet nominerades till prestigefulla Mercury Prize samma år.
Buckley syntes sen i den Alex Garland regisserade skräckfilmen Men (2022) och den Oscarsnominerade Women Talking (2022). Hon spelade mot Olivia Colman igen i filmen Wicked Little Letters (2023) och ersatte Carey Mulligan i Fingernails (2023).

## Filmografi (i urval)

### Film
| År   | Titel                           | Roll               | Notering |
| ---- | ------------------------------- | ------------------ | -------- |
| 2011 | Join My Band                    | Stella             | Kortfilm |
| 2012 | Crosswinds                      | Jessie             | Kortfilm |
| 2013 | Jack and the Cuckoo-Clock Heart | Luna               | Röstroll |
| 2017 | Beast                           | Moll Huntford      |          |
| 2018 | Wild Rose                       | Rose-Lynn Harlan   |          |
| 2019 | Judy                            | Rosalyn Wilder     |          |
| 2020 | Dolittle                        | Drottning Victoria |          |
| 2020 | The Courier                     | Sheila Wynne       |          |
| 2020 | Misbehaviour                    | Jo Robinson        |          |
| 2020 | I'm Thinking of Ending Things   | Ung kvinna         |          |
| 2021 | The Lost Daughter               | Ung Leda Caruso    |          |
| 2022 | Men                             | Harper Marlowe     |          |
| 2022 | Women Talking                   | Mariche            |          |
| 2022 | Scrooge en julsaga              | Isabel Fezziwig    | Röstroll |
| 2023 | Wicked Little Letters           | Rose Gooding       |          |
| 2023 | Fingernails                     | Anna               |          |
| 2025 | The Bride                       | The Bride          | Kommande |

### TV
| År        | Titel              | Roll                | Notering       |
| --------- | ------------------ | ------------------- | -------------- |
| 2008      | I'd Do Anything    | Sig själv           | Tävlande       |
| 2010-2011 | Shades of Love     | Emily Strong        | 3 avsnitt      |
| 2014      | Endeavour          | Kitty Batten        | Avsnitt: Trove |
| 2016      | Krig och fred      | Marya Bolkonskaya   | 6 avsnitt      |
| 2017      | Taboo              | Lorna Bow           | 7 avsnitt      |
| 2017      | The Last Post      | Honor Martin        | 6 avsnitt      |
| 2018      | The Woman in White | Marian Halcombe     | 5 avsnitt      |
| 2019      | Chernobyl          | Lyudmilla Ignatenko | 5 avsnitt      |
| 2020      | Fargo              | Oraetta Mayflower   | 10 avsnitt     |
| 2021      | Romeo och Julia    | Julia               | Tv-pjäs        |

### Teater
| År        | Titel                | Roll         | Teater                                                     |
| --------- | -------------------- | ------------ | ---------------------------------------------------------- |
| 2008-2009 | Sommarnattens leende | Anne Egerman | Menier Chocolate Factory, London / Garrick Theatre, London |
| 2013      | Stormen              | Miranda      | Shakespeare's Globe, London                                |
| 2013      | Gabriel              | Kate         | Shakespeare's Globe, London                                |
| 2013      | Henrik V             | Katherine    | Noël Theatre, London                                       |
| 2015      | En vintersaga        | Perdita      | Garrick Theatre, London                                    |
| 2021-2022 | Cabaret              | Sally Bowles | Playhouse Theatre, London                                  |

### Diskografi
- 2019 – Wild Rose Soundtrack
- 2022 – For All Our Days That Tear the Heart (med Bernard Butler)